# VOBAVOBA
VOBAVOBA（ボバボバ）は、日本の音楽バンドである。

## 概要
2012年7月に渋谷で結成される。以来数カ月でラジオ出演、テレビ出演、ワンマンライブ等を行う。メンバー全員オールドミュージックを好んで育ち、楽曲には、ブルース、カントリー、ロックンロール、郷土音楽などの影響が見受けられる。芸能事務所などには所属していない。

## メンバー
|                                              | プロフィール           | 愛称             | 担当                       |
| -------------------------------------------- | ---------------------- | ---------------- | -------------------------- |
| 長谷川ぱせり（リーダー） （はせがわ ぱせり） | B型、静岡県浜松市出身  | ぱせり           | ボーカル、ギター           |
| 橋場洋祐 （はしば ようすけ）                 | AB型、東京都練馬区出身 | よっけ、ようすけ | ギター                     |
| 上岡憲外 （うえおか けんと）                 | B型、京都府京都市出身  | けんと、けんけん | ドラムス、カホン、コーラス |

## 来歴・エピソード
彼らがゲストとして招かれたFM桐生の番組ランチどきっ！における約1時間にわたるメンバーのトークコーナでは、自らのエピソードや来歴を公表している。

### バンド結成以前
2010年洗足学園音楽大学にて長谷川のソロ活動が始まる。その頃、上岡は別のバンドを組んでいた。橋場は様々なバンドを点々としていたが、その傍ら長谷川のサポートギタリストをしていたことが何回かあった。
長谷川は「一目会った時から橋場、上岡と同じステージに立つつビジョンが見えた。まるで初恋をしたときに体中を走る電流のようにね」と述べている。
2011年長谷川は「ストリートライブを行うにあたってリズムが欲しい。そのほうが豪華で花がある。一人じゃ寂しくて辛い」ということで、上岡に声を掛け、VOBAVOBAの母体が完成。上岡はサポートミュージシャンにも関わらず、極寒の冬にも週一回のストリートライブに積極的に参加。
2012年兼ねてから長谷川のサポートギタリストを勤める事のある橋場を誘い、ライブバー『風に吹かれて』にて演奏を行い、演奏後に橋場に対しバンド結成の誘いを持ちかけ橋場はこれを承諾。
7月、渋谷のライブハウスO-Crestでのライブにてバンド結成を発表。結成初日にしてCDは"飛ぶ様に売れ、完売した"という。ちなみに、この日に上岡は38℃の高熱に冒されながらも笑顔で演奏したという。ライブの主催者は「タフな男だ。あんなに陽気な笑顔じゃ高熱に誰も気付かない」と語った。

### バンド結成後
2012年の夏には橋場が唐突に中東へ旅立つという事があったが、長谷川、上岡の二人は今まで通りのストリートライブ、大会などの地道にひたむきな活動を続けた結果、橋場の帰国した秋に、国立代々木競技場にてストリートライブを行って居た所、FMラジオ出演依頼を受ける。ちなみに出演前日、興奮のあまり3人は1時間程しか寝られなかったという。収録当日は疲れと眠気が来ていたのか、聴こえてくる言葉を全て下ネタに言い換えるという遊びをしたが、3人曰く内容まではあまり覚えていないとのこと。
2013年の夏に何か新しい宣伝方法はないかとメンバーは頭を抱えながら出した結果がお笑いだった。芸する為にをメンバーからなる期間限定ユニット「裸足のもやし」を結成するもボツになった為、通常通り2月10日下北沢屋根裏初のワンマンライブが行われた。ネタの内容は時事ネタを取り入れた芸風だ。メンバー全員で当時ダイエットに効果的だと流行になった生もやし500gを30秒で鼻から食べる、という内容だった。無論出来る訳がないのでお互いにお互いをむせながら涙ぐみつつ突っ込むという内容だった。キャッチコピーは「笑いあり！涙あり！気合いの入った喜哀ショー」。

## 歴史

### 2010年代
- 2011年頃
  - 秋頃、長谷川と上岡が毎週金曜日に溝の口駅でストリートライブを始める。
  - 冬頃、洗足学園音楽大学のロック＆ポップスコースにて元となる現VOBAVOBAメンバーの含まれるサポートが入った長谷川のソロのライブが始動。
- 2012年
  - 7月18日VOBAVOBAが結成される。
  - 8月初の公式レコーディング。サウンドアドバイザー、レコーディング・エンジニアに明石昌夫が立ち会う。
  - 10月6日渋谷「ミルキーウェイ」にて初企画ライブ。
  - 10月25日ラジオに初出演。この時流された曲は「いつかお姫様」「おまえはいつでもそう」「乾いたタオル」「夢見る島のルルルルル」
- 2013年
  - 2月10日下北沢「屋根裏」にて初ワンマンライブ。
  - 3月4日 2度目の公式レコーディング。サウンドアドバイザー、レコーディングエンジニアに明石昌夫が立ち会う。
  - 7月7日荻窪RoosterNorthSideにて2回目のワンマンライブ
  - 8月6日メンバーで楽器を買う目的で1ヶ月の間、中東及びシンガポール、マレーシア、タイ、インドへ行く。
- 2014年
  - 5月18日ギターの橋場がVOBAVOBAを脱退。
  - 12月アマチュアバンドフェス、OTOMINATO出演。公式ツイッターによると「ギターの橋場がVOBAVOBAに強制的に引き戻された」。

## VOBARADIOについて
3枚目のモンタージュ写真がジャケットのシングルには、およそ40分間渡る「VOBARADIO」という架空のラジオ番組が収録されている。歌および楽器の録音、編集とCMの台本を長谷川が手がけ、バックミュージック等は橋場が演奏と編集のほぼ全てを行っている。CDをプレスする一週間前に企画が持ち出され、上岡はスケジュールが合わずに最後の「ボバカレー」のCMにしか参加していない。
メインパーソナリティーは橋場。ライブでは普段MCを取る長谷川は聞き手に回っている。ラジオ番組をほとんどふざけて作っていた矢先、奇しくも数週間後には実際にFMラジオへの出演を果した。

## 作品
シングル
VOBAVOBA1
1. 明日も明後日も（2012年）
2. 鏡の向こう（2012年）
3. 深い居眠り（ショート）（2012年）

VOBAVOBA2
1. おまえはいつでもそう（2012年）
2. 乾いたタオル（2012年）
3. 深い居眠り（ライブ）（2012年）

VOBAVOBA3
1. いつかお姫様（2012年）
2. 夢見る島のルルルルル（2012年）
3. VOBARADIO（2012年）

アルバム
1. VOBA！！（2013年）

## 出演

### テレビ・ラジオ番組
- 群馬県FM桐生「ランチどきっ！」（2012年10月）
- テレビ神奈川「Heart Beat !」（2013年8月21日）
- FM西東京「Go!Go!TSP on the Radio」（2014年5月6日）
- 静岡エフエム放送「神谷幸恵の独立宣言」（2014年5月23日）[1] インドでの出来事を話す。

### サポートメンバー、関係者など
ベース
友重悠
パーカッション
指宿克典

### 会社など
- 洗足学園音楽大学